# Epinephelus haifensis
 Epinephelus haifensis és una espècie de peix de la família dels serrànids i de l'ordre dels perciformes.

## Morfologia
Els mascles poden assolir els 110 cm de longitud total.

## Distribució geogràfica
Es troba des del Mediterrani fins al sud d'Angola.